# Daniel Opare
Daniel Opare (Acra, Ghana, 18 de octubre de 1990) es un futbolista ghanés que juega de defensa.

## Biografía
Formado en el Ashanti Gold SC ghanés, Opare destacó en la Copa Mundial de Fútbol Sub-17 de 2007 celebrado en Corea del Sur junto a sus compañeros Ransford Osei y Sadick Adams. Tras ser elegido mejor defensa de ese Mundial, Opare recibió la llamada del seleccionador Claude Le Roy para disputar un amistoso con los Black Stars, la selección absoluta de Ghana, frente a Togo.
En enero de 2008, el Real Madrid se adelantó a diversos clubes europeos, entre ellos el Liverpool F. C., AC Milan y Schalke 04, y contrató a Opare para las próximas cuatro temporadas, pasando a formar parte del Real Madrid Castilla.En 2010 Daniel Opare se incorpora a las filas del Standard de Lieja.

## Selección nacional
Destacó en el Mundial sub-17 de 2007 formando un gran equipo junto a otros prometedores compañeros como Ransford Osei, Sadick Adams, Abeiku Quansah, Paul Addo, Philip Boampong o Tetteh Nortey. Lograron confeccionar una gran selección aunque no pudieron llegar hasta la final ya que fueron apeados en semifinales por la selección española de Bojan Krkić, Nacho Camacho y David Rochela. Opare fue el mejor lateral derecho de todo el campeonato.
El 12 de mayo de 2014, el entrenador de la selección de Ghana, Akwasi Appiah, incluyó a Opare en la lista preliminar de 26 jugadores preseleccionados para la Copa Mundial de Fútbol de 2014. Semanas después, el 1 de junio, fue ratificado en la lista final de 23 jugadores que viajarán a Brasil.

### Participaciones en Copas del Mundo
| Mundial                               | Sede          | Resultado      |
| ------------------------------------- | ------------- | -------------- |
| Copa Mundial de Fútbol Sub-17 de 2007 | Corea del Sur | Cuarto lugar   |
| Copa Mundial de Fútbol Sub-20 de 2009 | Egipto        | Campeón        |
| Copa Mundial de Fútbol de 2014        | Brasil        | Fase de grupos |

## Clubes
| Club                       | País     | Año       |
| -------------------------- | -------- | --------- |
| Ashanti Gold               | Ghana    | 2006-2007 |
| C. S. Sfaxien              | Túnez    | 2007-2008 |
| Real Madrid Castilla C. F. | España   | 2008-2010 |
| Standard de Lieja          | Bélgica  | 2010-2014 |
| F. C. Oporto               | Portugal | 2014-2015 |
| Beşiktaş J. K. (cedido)    | Turquía  | 2015      |
| F. C. Augsburgo            | Alemania | 2015-2018 |
| R. C. Lens (cedido)        | Francia  | 2017      |
| Royal Antwerp F. C.        | Bélgica  | 2018-2020 |
| SV Zulte Waregem           | Bélgica  | 2020-2021 |
| R. F. C. Seraing           | Bélgica  | 2022-2023 |

## Palmarés

### Títulos nacionales
| Título          | Club              | País    | Año  |
| --------------- | ----------------- | ------- | ---- |
| Copa de Bélgica | Standard de Lieja | Bélgica | 2011 |

### Títulos internacionales
| Título         | Club (*) | País   | Año  |
| -------------- | -------- | ------ | ---- |
| Mundial sub-20 | Ghana    | Egipto | 2009 |

(*) Incluyendo la selección.